# Global Autonomous Language Exploitation
Global Autonomous Language Exploitation (Utilizzazione del linguaggio autonomo globale) o semplicemente GALE è il nome in codice di un progetto del DARPA riguardante una tecnologia informatica per la traduzione universale.
È dotato di un sistema di riconoscimento vocale con traduzione simultanea e da un sistema operativo chiamato: Language Exploitation Environment (Ambiente di utilizzo della lingua).
Le aziende coinvolte nel progetto sono IBM e BBN Technologies.